# سوقية
السوقية هي الاتصاف بالابتذال أو الغلظة أو عدم التهذيب. وقد تشير هذه الصفات إلى لغة أو فن مرئي أو طبقة اجتماعية أو متسلق اجتماعي. ولا يمكن أن تكون ذاتية الإشارة، لأن إدراك السوقية معناه الاتصاف بدرجة من الرقي التي تترفع بذلك عن الاتصاف بالسوقية.
من القرن الخامس عشر حتى القرن السابع عشر، وصف المصطلح "سوقي" ببساطة اللغة العامة أو العامية للدولة. من منتصف القرن السابع عشر فصاعدًا، بدأ المصطلح في انتهاج جانب تحقيري: "شخصية وضيعة مبتذلة وعدوانية، عادية بغلظة؛ الافتقار إلى التهذيب أو الذوق السليم؛ عدم الثقافة؛ سوء التربية". في العصر الفيكتوري، وصفت السوقية على نطاق واسع أنواعًا كثيرة من النشاط، مثل المزاحمة للركوب في حافلة، وارتداء الملابس المتفاخرة، وجوانب خفية مشابهة أخرى من السلوك. في رواية جورج إليوت يمكن أن تكون إحدى الشخصيات سوقية لأنها تتكلم عن المال، والشخصية الثانية كذلك لانتقادها الشخصية الأولى لفعل ذلك، والثالثة كذلك لانخداعها بالتهذيب الزائد للشخصية الثانية.
في اللغة، يمكن لمجهود تجنب السوقية أن يُخلِّف فقدًا للكلمات. In George Meredith's Beauchamp's Career، لا ترغب الوريثة في إصدار تصريح عادي أنها "مخطوبة، وعلى الرغم من أن هذه الكلمات ليست سوقية في معناها الدارج، إلا أنها قد تسم مع ذلك مستخدمها بأنه من طبقة اجتماعية أقل شأنًا. حتى التعبيرات الحسنة المحبذة مثل المرحاض أصبحت مؤخرًا موسومة مثل الكلمات التي تحل محلها، والكلمات المستحسنة حاليًا تمثل نوعًا من "الرفعة الثقافية".